# Madonna di Porto Salvo
Madonna di Porto Salvo è uno dei titoli con cui è venerata Maria, madre di Gesù, come protettrice dei marittimi. La Madonna di Porto Salvo viene festeggiata dai cattolici in alcune località costiere italiane. È principalmente venerata nel Sud Italia, in modo particolare in Calabria.

## Festeggiamenti
Ad Ascea Marina si festeggia il 26 e 27 agosto, con il 27 agosto la suggestiva processione via Mare.

### Amalfi
Ad Amalfi, nella chiesa di Santa Maria a Piazza, detta di Portosalvo, il 12 settembre si svolge una processione per mare che arriva al capo di Lone e ad Atrani. Al ritorno, prima del rientro nella sua chiesa, la statua della Madonna viene portata nel duomo di Amalfi. La statua presenta ai suoi piedi il modellino di un veliero.

### Cannitello
La frazione di Cannitello a Villa San Giovanni è nota per organizzare sempre una serata in cui la vara viene issata su un'imbarcazione in modo tale da percorrere per due volte tutto il lungomare di Villa San Giovanni.

### Castelvetrano
Esiste una chiesetta dedicata alla Madonna di Porto Salvo che si trova a Castelvetrano, in provincia di Trapani, in Sicilia. 
È una chiesa del '600, che venne ristrutturata grazie ad alcuni abitanti della zona che l'hanno resa più attraente senza però snaturarne lo stile, tanto che il pavimento è rimasto con i mattoni dell'epoca.

### Catanzaro
La festa della Madonna di Porto Salvo è una festa religiosa celebrata l'ultima domenica di luglio a Catanzaro Lido.
La Madonna di Porto Salvo è la protettrice dei pescatori e dei caduti del mare ed è venerata nella chiesa omonima nel quartiere marinaro del comune di Catanzaro. Una ricorrenza che per la sua storicità (di seguito meglio esplicata) ed inoltre per la grande devozione di fedeli che riscuote, ritroviamo a pieno titolo nell'Atlante dei Beni Culturali della Calabria come Bene Demoetnoantropologico, alla voce "la Processione a Mare della Madonna di Porto Salvo"
CERVA
La festa della Madonna di Porto Salvo si celebra il 15 di agosto. Per l'occasione la statua della Madonna viene portata in processione per le strade del paese accompagnata da una banda musicale. La processione è seguita anche dai tanti emigranti che ritornano al paese in occasione delle vacanze estive. A tarda sera, al termine dei festeggiamenti, hanno luogo i fuochi di artificio che illuminano il borgo.

### Gallico
La festa della Madonna Di Porto Salvo si svolge dal primo sabato di agosto e termina il giorno successivo, il sabato percorre la via sopra la chiesa, domenica viene accompagnata fino a mare portandola su una barca, al rientro vengono sparati i fuochi d’artificio. 

### Gaeta

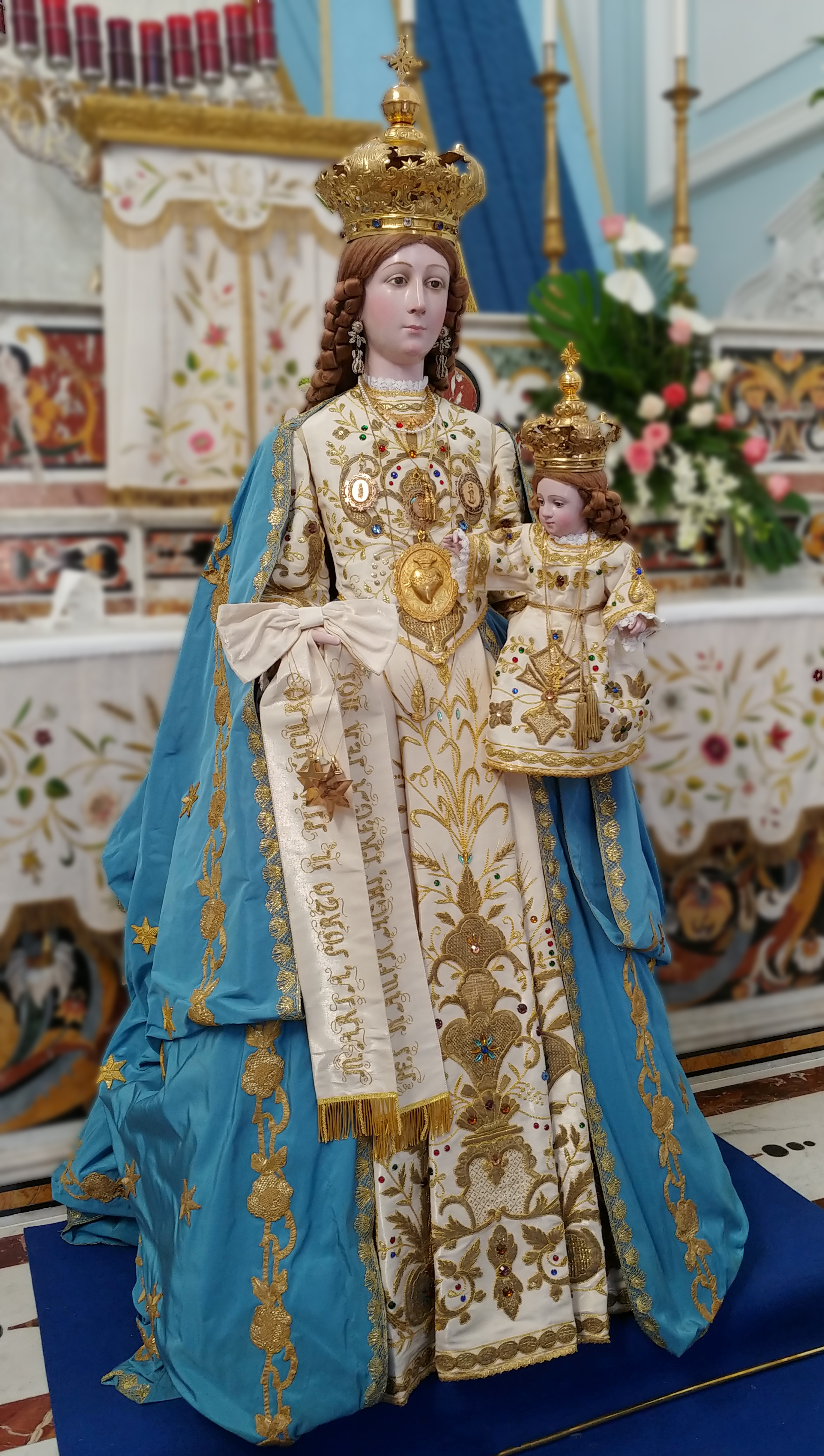
Statua della Madonna di Porto Salvo venerata nella chiesa omonima di Gaeta

La festa della Madonna di Porto Salvo si tiene la seconda domenica di agosto nella città di Gaeta, rione di Porto Salvo, in provincia di Latina, con una processione sul mare. La statua della Madonna, ricoperta di seta e oro, viene condotta su di una imbarcazione seguita da altre, decorate e imbandierate. La processione arriva al largo di Punta Stendardo, estremità del centro storico; qui viene lasciata in acqua una corona per commemorare i caduti del mare.

### Gioia Tauro
Ogni anno, l'8 settembre (fino a prima dell’anno 2000 la festa si svolgeva il 12 settembre) nella parrocchia “Maria Ss. Di Portosalvo” di Gioia Tauro marina si festeggia Maria Santissima di Portosalvo, festa religiosa molto suggestiva che richiama molta gente da tutta la piana di Gioia Tauro.
Le messe vengono celebrate alle ore 8.30, 11.30 e poi alle 17:00. Al termine della santa messa pomeridiana si svolge per le vie della parrocchia la processione con la statua della Madonna portata a spalla da più di trecento Portatori (ragazzi più e meno giovani con la divisa da marinaio che a spalla fanno sì che la statua della Madonna possa essere trasportata per tutte le vie della parrocchia) che allietavano la processione con il tradizionale grido “1-2-3 VIVA MARIA” (non più utilizzato dal 2023)
Intorno alle ore 19.30 si svolge la processione a mare:  i Portatori con la statua e le autorità civili e religiose salgono su una barca che farà un percorso sul mare assieme alle altre barche dei pescatori del luogo.
Al ritorno, intorno alle ore 20:30 si svolge la fuitina, ovvero i Portatori correndo accompagnano la statua in chiesa.
Durante le serate che partono dal 1 settembre e terminano l’8 settembre nella piazza del Marinaio si svolgono i festeggiamenti civili.
Diverse attrazioni tra concerti,commedie e giochi paesani.
La serata dell’8 settembre dopo la processione,continua con un grande concerto in piazza alle
ore 22:00 con grandi artisti che negli anni variano e i festeggiamenti si concludono a mezzanotte con i fuochi pirotecnici in spiaggia.Le vie durante la novena sono illuminate a festa dalle luminarie e per le vie della marina si respira aria di festa.

File:MadonnaDiPortosalvoVaraGioiaTauro.jpg

### Giulianova
La festa della Madonna del Porto Salvo si tiene a Giulianova, in Abruzzo, ogni anno, nella giornata della seconda domenica di agosto. È una festa patronale particolarmente sentita dagli abitanti e prende nome dall'effigie mariana, conservata nella chiesa della Natività di Maria Vergine, condotta in processione per le vie del Lido e poi in mare. Gli eventi collegati alla ricorrenza si articolano in un calendario che comprende più giornate, cadenzate da momenti dedicati a simposi artistici, allo sport, alla gara velica e soprattutto alle celebrazioni in onore della Vergine, quali: la Peregrinatio Mariae, il triduo di preghiera e il solenne corteo della Processione sul mare o Processione a mare. La ricorrenza nasce con lo sviluppo demografico dell'allora Borgata Marina, che era sorta, distaccata del centro storico della città, posto in collina, sul litorale a seguito della realizzazione della ferrovia nel 1863. La realizzazione della chiesa nel 1911, portò alla scelta di una statua da venerare e in particolare alla Madonna di Porto Salvo, che ben si addiceva a quella comunità di pescatori.

### Lamezia Terme

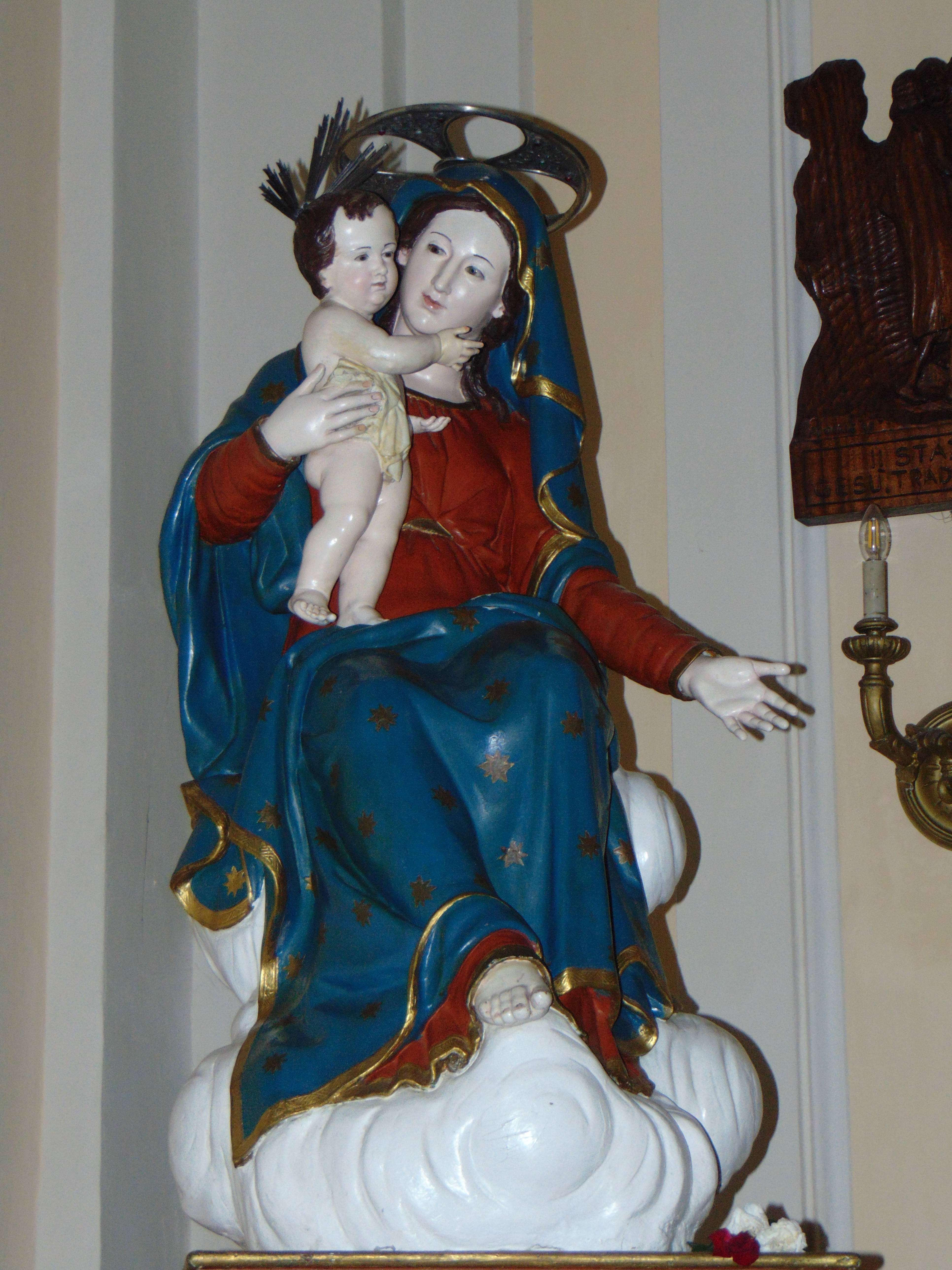
Madonna di Porto Salvo, venerata a Lamezia Terme (CZ)

A Lamezia Terme esiste un santuario, risalente al 1726, dedicato alla Madonna di Porto Salvo. 
La leggenda narra che un certo Franceschino Gregoraci, di ritorno dalla corte napoletana, venne sorpreso da un’improvvisa e tremenda tempesta; visti fallire, uno dopo l’altro, i vari tentativi messi in atto dai marinai per raggiungere il sospirato porto, non sapendo più cosa fare, volse lo sguardo al cielo e vide brillare una stella che illuminava il volto rasserenante di una donna divina. Pensò subito alla Madonna e si rincuorò; alla stessa fece subito voto che avrebbe eretto una chiesa a Lei dedicata qualora fosse riuscito a salvarsi. La Madonna si impietosì per quel figlio in grave pericolo e lo salvò. Il Gregoraci, ritenendosi miracolato, mantenne fede al suo voto e subito si mise all’opera per innalzare alla Madonna di Porto Salvo una chiesa rurale. 
I festeggiamenti avvengono la seconda domenica di settembre.

### Melito di Porto Salvo

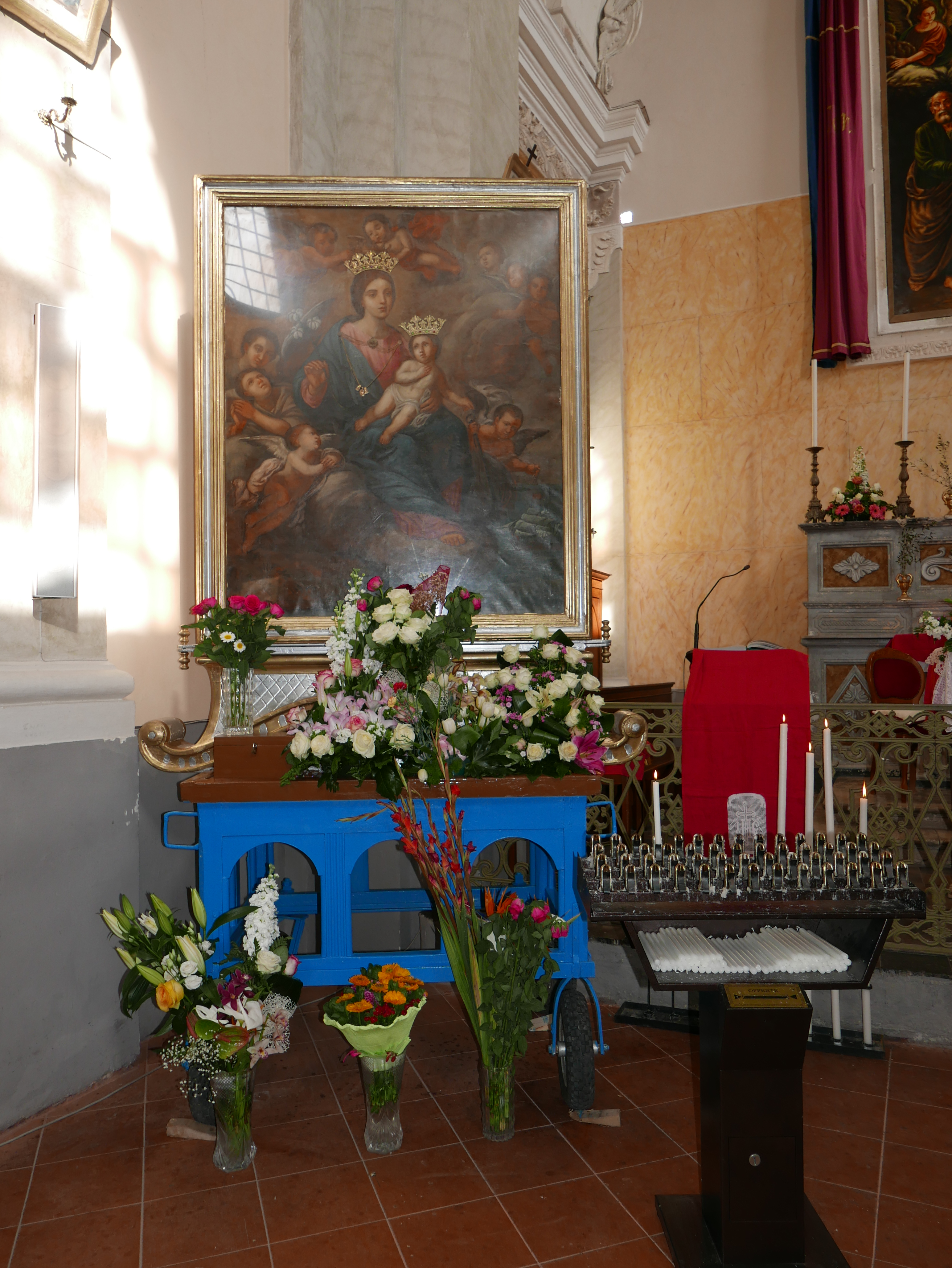
Il quadro della Madonna di Porto Salvo esposto alla venerazione dei fedeli nella chiesa di san Pietro Apostolo di Pentedattilo (RC)

Il quadro della Madonna di Porto Salvo è una tela del 1600 di autore ignoto, arrivata dal mare sulla spiaggia di Melito di Porto Salvo, e ritrovata dai marinai di quel tempo nel luogo dove sorge oggi il santuario. In un canto popolare, il popolo così si esprimeva: "Di la Turchia si partiu. Intra a navi fu portata. E sbarcò in fidi pia, sutta Melitu Maria".
La festa di Maria SS. di Porto Salvo si apre il 25 marzo di ogni anno con l'immagine della Madonna che, come vuole la tradizione, viene portata in processione fino a Pentedattilo, dove sosta per circa un mese nella chiesa dei Santi Pietro e Paolo, per un antico voto del marchese Domenico Alberti. La festa vera e propria si svolge l'ultimo sabato del mese di aprile con grande partecipazione e devozione, e la vara viene portata sempre a ritmo di danza con la musica della banda musicale. Il giorno prima, il venerdì pomeriggio, si compie una breve processione per le vie di Pentedattilo, e così il sabato la processione parte nella mattinata dalla chiesetta arrivando verso mezzogiorno alla fiumara dove la sacra effigie viene consegnata ai pescatori su una artistica vara con cui viene portata fino al santuario. L'ingresso avverrà nel primo pomeriggio. La festa ha il suo culmine la domenica con la processione per le vie principali di Melito di Porto Salvo. Il quadro esce nel pomeriggio verso le 15.00 dal Santuario e arriva nel paese dove i momenti più salienti sono: la sosta nel piazzale del Pronto Soccorso; un'altra sosta nell'Ospedale; il percorso nel Rione Marina, dove i Portatori festeggiano l'ingresso della Madonna nel loro quartiere portandola fino ai due ponti che costeggiano la spiaggia; e poi nel momento in cui la Madonna si dirige verso il luogo del cambio dei Portatori, dove le donne del Rione Marina, camminando davanti alla vara, rallentano la processione come se volessero allontanare il più possibile il momento inevitabile della consegna. Giunti davanti al palazzo degli Alberti, la sacra immagine viene consegnata ai Terrazzani, portatori della parte alta del paese. La processione riparte per poi fermarsi con una breve sosta nella chiesa arcipretale e continua attraversando le viuzze del centro storico, arrivando nella strada di ritorno, dove tra il suono delle campane rientra in tarda serata al Santuario con un canto tradizionale Bonasira a vui Madonna. 

### Minori
A Minori, in provincia di Salerno, si tengono ogni anno i festeggiamenti in onore della "Madonna dei marinai". Il giorno della festa è il 2 febbraio, coincidente con la ricorrenza della Candelora. Al termine della Santa Messa, la statua della Madonna viene portata sul sagrato della Basilica di Santa Trofimena. Dopo la recita di alcune preghiere e la benedizione dei fedeli, la Madonna fa rientro in chiesa. I pescatori di Minori sono molto devoti alla Madonna di Porto Salvo e attendono con trepidazione la festa del 2 febbraio.
Pisciotta Marina 

### Parghelia
La festa della Madonna di Portosalvo viene celebrata anche a Parghelia, in provincia di Vibo Valentia, la seconda domenica di agosto.
Il quadro della Madonna di Portosalvo viene portato in processione per le vie del paese. Il culto della Madonna di Portosalvo è connesso, come suggerisce lo stesso titolo, con la tradizione marinara degli abitanti di Parghelia, che affidavano alla protezione della Vergine la propria sicurezza sui mari, come si legge in molti documenti di archivio e come ancora oggi testimoniano i numerosi ex voto che si possono ammirare nella sacrestia della Chiesa. Al mare ci riporta anche la leggenda relativa all’arrivo dell’Immagine a Parghelia: la stessa nave che, giunta di fronte a Tropea, «trattenuta da una forza invisibile», non poté proseguire il suo viaggio, se non dopo aver consegnato alla città il quadro della Madonna di Romania, si fermò nuovamente «in modo misterioso, dopo pochi minuti, davanti a Parghelia, presso uno scoglio che anche oggi è chiamato lo scoglio della Madonna . [] Lasciato il secondo quadro, quello della Madonna di Portosalvo, al lido di Parghelia, la nave proseguì il suo corso». Tale leggenda, che testimonia, comunque, al di là della sua attendibilità, l’antichità del culto e la profonda devozione delle popolazioni locali, è simile a molte altre pie tradizioni, diffuse in Calabria e altrove, che tendono a dare uno stabile fondamento alla rassicurante convinzione che la Vergine abbia eletto un particolare territorio cui destinare la sua materna protezione. La Chiesa, comunque, «nelle lezioni storiche dell'Ufficio della Madonna di Romania, la cui storia si vuole identica con quella della Vergine di Porto Salvo, ha approvato queste parole de modo quo haec Imago ad Tropeae litus pervenerit, non parum ambigitur ("sulla maniera in cui quest’immagine giunse al lido di Tropea vi sono non pochi dubbi") e tale espressione si può, per analogia, applicare anche all'immagine venerata a Parghelia. Un'ipotesi abbastanza probabile, anche se non ancora dimostrata, è quella secondo la quale l'effigie della Madonna di Portosalvo sarebbe giunta a Parghelia portata dai monaci basiliani, storicamente impegnati a diffondere, dopo il concilio di Efeso, il culto della Madre di Dio e incaricati anche della custodia delle sue immagini. Sappiamo, poi, che l'ordine fondato da san Basilio si diffuse in maniera straordinaria fin dal IV secolo in Calabria, nella quale, intorno al X secolo, si potevano contare circa quattrocento conventi di Basiliani. «Che i padri Basiliani siano venuti in Calabria e vi abbiano portato delle SS. Immagini sottratte al furore degli Eretici d'Oriente, ormai non può mettersi in dubbio», come è anche storicamente accertato che esistevano conventi basiliani nel territorio di Tropea: San Pietro in Menna, Sant’Isidoro, Sant'Angelo, San Sergio (passato, poi, ai frati minori, con il consenso del pontefice Martino V).

### Portosalvo
Anche Portosalvo, un piccolo centro della provincia vibonese, celebra la festa di Maria SS. di Portosalvo il martedì dopo Pentecoste; nella Chiesa dedicata alla Madonna inoltre è presente un antico quadro raffigurante la Vergine Maria, e secondo un'antica tradizione, fu portato lì da alcuni marinai che durante un violento nubifragio implorarono l'aiuto della Vergine Maria promettendoLe che se si fossero salvati, avrebbero costruito una chiesa in Suo onore, e così accadde.

### Ragusa
Il 15 agosto si festeggia a Marina di Ragusa, centro balneare che sorge a circa venti chilometri dalla città, la festa di Maria SS. di Porto Salvo. L'evento intriso di religione e folklore è nato come festa di pescatori in quanto la miracolosa Madonna di Portosalvo è stata salvatrice di un naufrago durante una tempesta, ma è diventata una festa molto seguita sia dai fedeli che dai numerosi turisti. 
La giornata di festa inizia con la celebrazione religiosa in chiesa e di seguito la folla si sposta verso il lungomare per assistere ai tipici giochi sull'acqua (palo a mare).
Nel tardo pomeriggio un numeroso corteo si muove dalla chiesa fino al molo sottostante per accompagnare la Madonna che, con robuste cinghie, viene sollevata ed «imbarcata» a prua di un peschereccio. La vera processione della Madonna è proprio quella sul mare. Il peschereccio, accompagnato da tantissime barche, percorre tutta la costa del litorale ricadente nel Comune di Ragusa, mentre la Madonna di Porto Salvo, benedice i mari ed i naviganti. 
Consistente anche la folla che osserva da terra la quale, allo sbarco della Vergine, dà inizio alla processione che si snoda per le vie del paese.
L'evento religioso, oltre al richiamo di molti fedeli, costituisce un elemento coinvolgente di interesse e promozione turistica sia per i festeggiamenti in sé che per il suggestivo spettacolo pirotecnico che conclude la serata.

### Santa Teresa di Riva

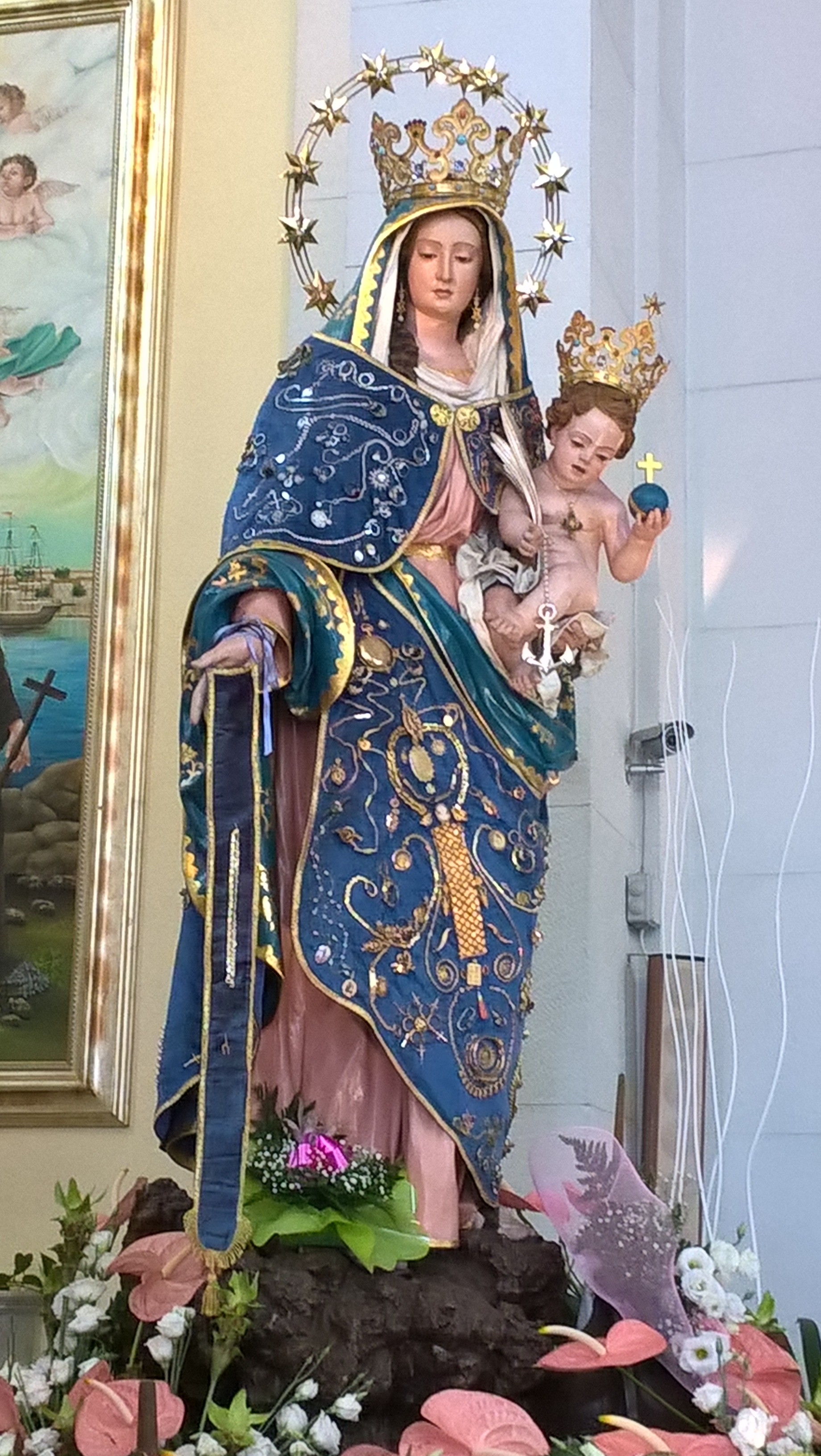
Simulacro della Madonna di Porto Salvo in Santa Teresa di Riva, realizzato in cartapesta a Lecce nel XIX secolo

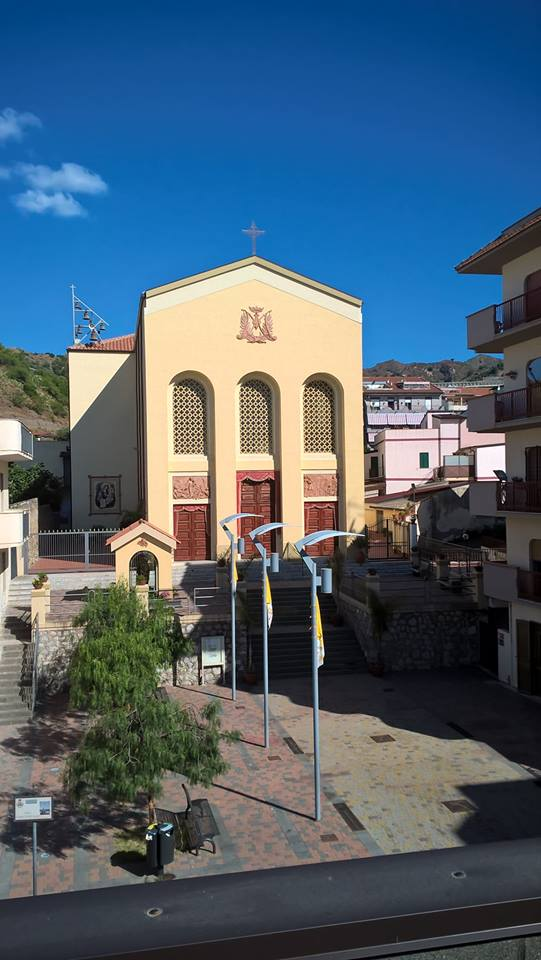
Prospetto principale della chiesa parrocchiale di Santa Maria di Porto Salvo (1958) in Santa Teresa di Riva

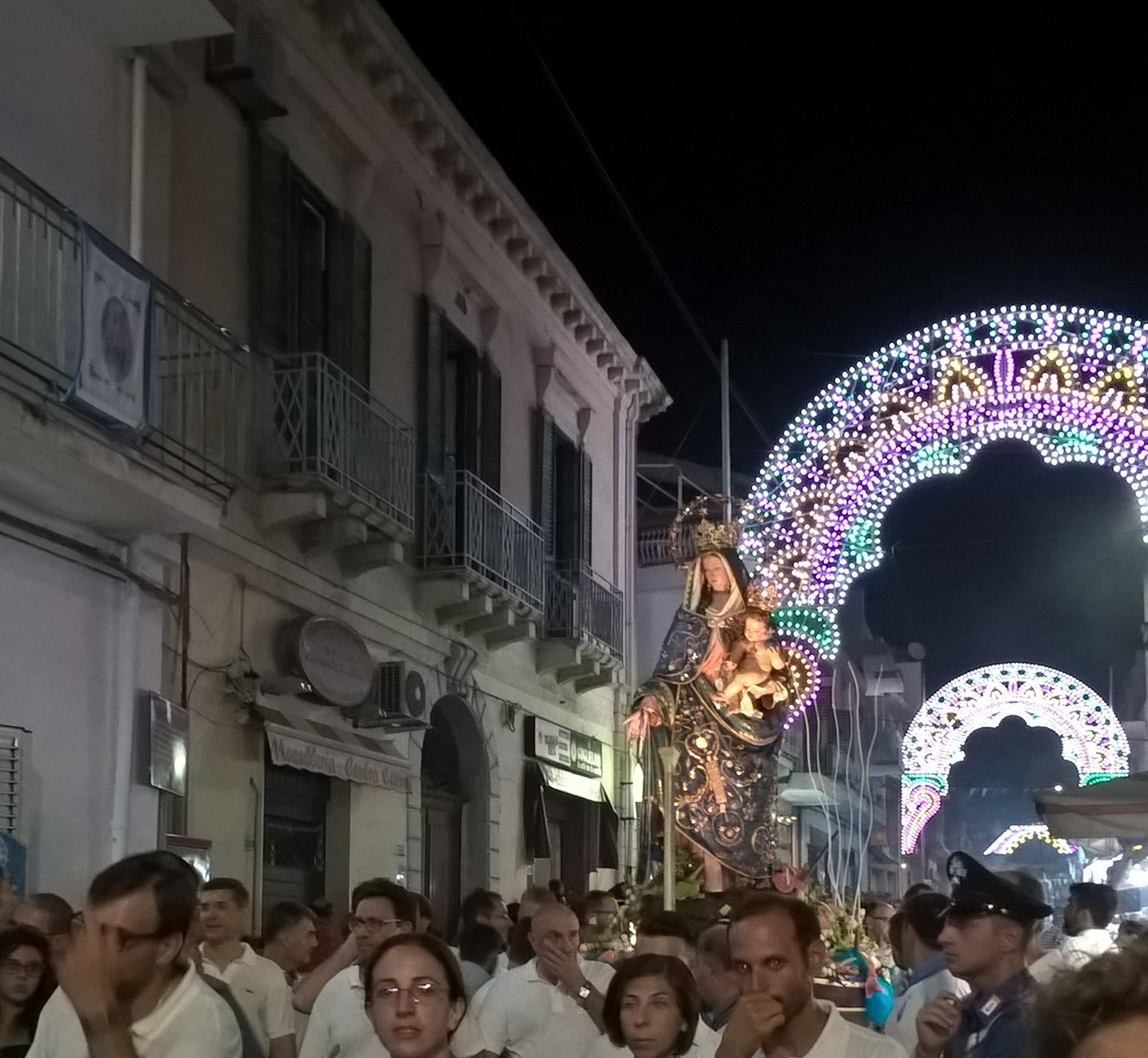
Festa Estiva della Madonna di Porto Salvo in Santa Teresa di Riva, processione solenne sul corso principale della città. Agosto 2018

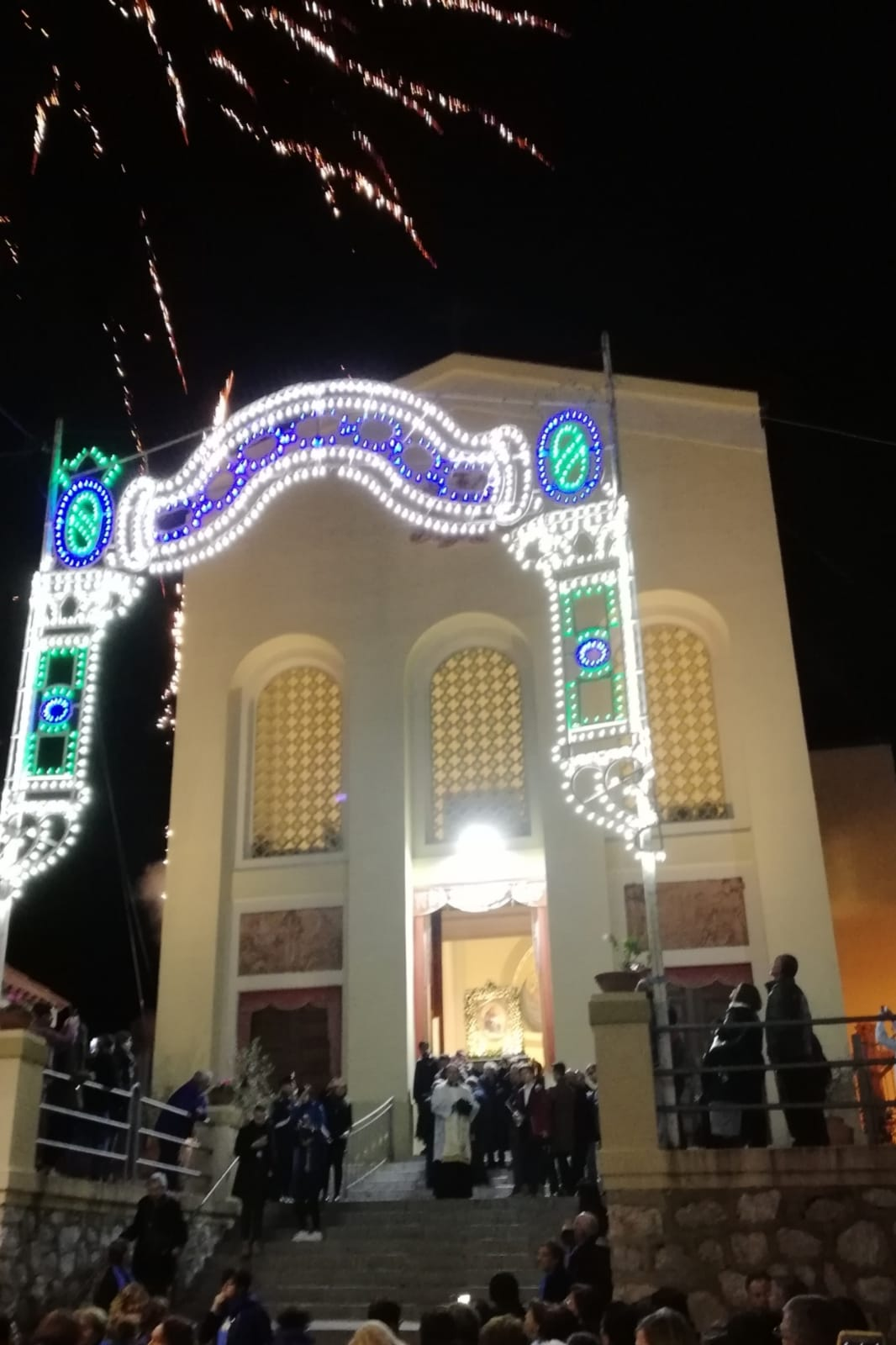
Festa Autunnale della Madonna di Porto Salvo, processione solenne, del quadro del XIX secolo. Novembre 2019

Nella cittadina siciliana di Santa Teresa di Riva (ME) il culto verso la Madonna di Porto Salvo risale alla seconda metà del XVIII secolo, a seguito del cosiddetto "Miracolo del mare". Si narra che nel 1763, un bastimento mercantile, in navigazione dinnanzi allo specchio di mare antistante al quartiere Barracca di Santa Teresa di Riva, incappava in una tempesta di scirocco e levante. Il capitano della nave, temendo per la propria vita e per quella dei suoi marinai, affidò la sua preghiera alla Santa Maria Vergine di Porto Salvo affinché non fossero travolti e spazzati via dal tifone. La preghiera venne ascoltata, e inspiegabilmente, la nave si trovò fuori dal pericolo. Al fine di ringraziare la Madonna per la grazia ricevuta, due anni dopo, nel 1765, il capitano del mercantile, sul litorale antistante allo specchio d'acqua in cui il miracolo si era verificato, fece innalzare una piccola cappella dedicandola a Santa Maria di Porto Salvo. Il terreno su cui venne edificata la cappelletta era sito nel quartiere Barracca e di proprietà di Pietro Ardoino La Rocca conte di Quintana e Marchese di Roccalumera e Floresta, per cui, quest'ultimo ne divenne il proprietario.
Nel 1854, la chiesa divenne di diritto pubblico venendo altresì ampliata. Con bolla dell'Arcivescovo di Messina Giuseppe Guarino, datata 18 agosto 1886, la chiesa di S.Maria di Porto Salvo fu resa filiale della chiesa Matrice ed Arcipretale della cittadina di Santa Teresa di Riva. Il 31 dicembre 1942, la chiesetta venne eretta a parrocchia autonoma dall'Arcivescovo di Messina mons. Angelo Paino.
A causa dell'aumento della popolazione, ci si rese conto che la vecchia chiesetta settecentesca non era più adatta alle esigenze dei fedeli, per tale motivo (a poche decine di metri di distanza) venne eretta l'attuale chiesa parrocchiale, aperta al culto nel 1958. Dell'antica chiesetta costruita nel 1765 dal capitano del bastimento mercantile, e chiusa al culto nel 1958, oggi non resta più nulla, venne demolita nel 1977 insieme agli antichi fabbricati circostanti per fare posto ad un grande condominio.
A Santa Teresa di Riva, la Madonna di Porto Salvo si festeggia fin dalla seconda metà del XIX secolo.
Da circa un secolo, i festeggiamenti religiosi si tengono due volte l'anno e si svolgono nel seguente modo: 
- il primo fine settimana di agosto si svolge la "festa estiva" che vede una numerosissima partecipazione di fedeli e di villeggianti. I festeggiamenti si svolgono in due giorni consecutivi: il sabato si offre la caratteristica processione a mare in cui il simulacro statuario della Santa Vergine percorre, a bordo di una grande barca, lo specchio di mare antistante la cittadina di Santa Teresa di Riva seguita dalle massime autorità cittadine, da una moltitudine di imbarcazioni e dal popolo tutto che segue la processione anche dalla spiaggia, al termine ha luogo la Santa Messa in spiaggia; la domenica si celebrano tre Messe solenni e nel tardo pomeriggio il simulacro della Madonna viene portato in processione per le strade del centro storico della città, rientrando in chiesa, seguito dalla folla, in nottata.
- La terza domenica di novembre si commemora il "Miracolo del mare" del 1763, viene portato in processione solenne per le strade del centro cittadino l'antico quadro dei primi dell'Ottocento raffigurante la Santa Vergine di Porto Salvo e si impartisce la benedizione al mare e a tutti i marinai.

Tra il 1º agosto e il 16 novembre 2013, su iniziativa dell'allora parroco don Roberto Romeo, la parrocchia ha celebrato in modo particolarmente solenne il giubileo per la ricorrenza dei 250 anni dal Miracolo del mare del 1763. Per l'occasione sono state organizzate delle manifestazioni di carattere religioso e culturale e la chiesa parrocchiale è stata arricchita con delle opere d'arte a ricordo. Infine papa Francesco, tramite la Penitenzieria Apostolica, ha concesso una speciale indulgenza plenaria alla parrocchia.

### Siderno

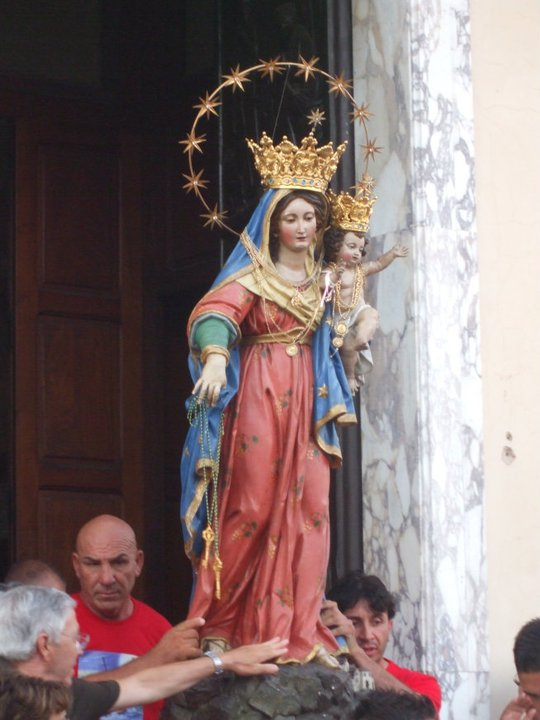
Siderno: Maria SS. di Portosalvo, portata dai fedeli, in processione.

La festa in onore di Maria SS. di Portosalvo viene celebrata anche a Siderno, in provincia di Reggio Calabria dal giorno 4 al giorno 8 di settembre con la tradizionale fiera, che si svolge soprattutto lungo il corso principale, che prende il nome di Corso della Repubblica. Anche sul Lungomare della cittadina si svolgono altri punti di intrattenimento per giovani e piccoli, come giostre e giochi da luna park che occupano gran parte degli spazi liberi esistenti sul lungomare; ogni serata è allietata da vari spettacoli di ogni genere (musica folcloristica, musica leggera, intrattenimento vario). Il giorno 7 settembre prendono ufficialmente corpo i festeggiamenti religiosi con la processione della statua della Madonna che viene portata in mare, a bordo di una barca, seguita da varie imbarcazioni a farle da seguito e da corona; al termine, viene simbolicamente lanciata in mare una corona di alloro in ricordo dei marittimi caduti in mare. Dopo lo sbarco, sulla spiaggia, seguita da tantissimi fedeli, ha luogo la santa messa della vigilia, al termine della quale la statua fa ritorno in chiesa. Il giorno 8 settembre, sin dalle prime luci dell'alba, si sentono i tradizionali botti che annunciano il giorno dei solenni festeggiamenti in cui tutta la città si mobilità a festeggiare la propria Santa Patrona; in tarda mattinata, le Autorità civili si recano, in corteo, a portare il cero votivo alla Madonna, a conferma della profonda devozione del popolo sidernese; segue la solenne celebrazione eucaristica alla presenza delle più importanti cariche civili, militari ed ecclesiastiche. Nel tardo pomeriggio, la statua della Madonna, è portata festosamente in processione, per alcune vie principali del paese.
Chiudono i festeggiamenti civili e religiosi, sia l'esibizione di artisti, in piazza Portosalvo, la grande piazza antistante la stessa chiesa dedicata alla santa patrona e, infine, a tarda notte, i tradizionali fuochi d'artificio.

### Villammare
In questo borgo marino salernitano, situato nel golfo di Policastro, frazione del comune di Vibonati, le festività in onore di Maria SS. di Porto Salvo si svolgono la prima domenica di giugno,con la Prima Fiera Campana in ordine cronologico e la consueta processione per le vie del paese. In maniera più altisonante, la seconda domenica di agosto, con la statua della Madonna portata in processione per mare con sfilata di barche, nel pomeriggio la tradizionale processione per le vie del paese partendo dalla cappellina dove viene deposta la Madonna dopo la processione per mare, e di seguito eventi di carattere civile dal tardo pomeriggio fino a notte inoltrata con la chiusura della festa con i tradizionali fuochi pirotecnici che illuminano il Golfo di Policastro.
Il quadro della Madonna arrivò sulle coste Villammaresi nel tardo medioevo, la leggenda narra che a seguito di un naufragio, i pescatori dell'imbarcazione riuscirono a raggiungere la costa villammarese aggrappandosi al suddetto quadro che era stipato nella stiva dell'imbarcazione. I superstiti donarono il quadro alla popolazione Villammarese e da qui ne nacque il culto. Fu costruita una cappella, tuttora esistente, in onore della Vergine Maria. Si narra inoltre che, durante la Seconda guerra mondiale, una figura angelica durante il bombardamento della Stazione di Sapri ad opera delle truppe anglo-americane, spostava in aria sospesa delle bombe dirette verso la vicina Villammare gettandole in mare, non facendole cadere sulle abitazioni e di conseguenza provocare danni e vittime.
Il culto a Maria santissima di Portosalvo nasce intorno al 1500 dove fu costruita una cappella in suo onore nel borgo antico del paese, voluta dal popolo di pescatori, nel 1600 la cappella venne spostata dove ora sorge l'attuale chiesa, la festa della prima domenica di giugno nasce nel 1726, si è pensato di farla quel giorno perché dava inizio alla stagione della pesca e così la Madonna dava la sua benedizione sui pescatori e sul pescato, nel 1852 venne edificata l'attuale chiesa, ed arrivò anche la venerata statua della Madonna e venne istituita anche la seconda festa in suo onore ovvero la seconda domenica di agosto, con la suggestiva processione via mare; a primo centenario della edificazione della chiesa, venne elevata a parrocchia staccandola da quella di Vibonati. La statua della Madonna ha avuto numerosi restauri nel tempo, infatti non si mostra più come era originariamente.

### Torre del Greco
A Torre del Greco, nella Chiesa di Santa Maria di Portosalvo (Torre del Greco) si tiene una festa 2 volte l'anno (una in inverno e una in estate) in onore della Regina di Portosalvo, dove si porta in processione il quadro della Vergine per le vie dei quartieri. Inoltre viene svolta una processione nel mare di Torre del Greco vicino alla chiesa.